# Bankesia dioszeghyi
Bankesia dioszeghyi är en fjärilsart som beskrevs av Hans Rebel 1935. Bankesia dioszeghyi ingår i släktet Bankesia och familjen säckspinnare. Inga underarter finns listade i Catalogue of Life.